# Îlot Bernard-du-Bois
L'îlot Bernard-du-Bois, situé au niveau des numéros 53 à 63 de la rue Bernard-du-Bois, est le site archéologique le plus ancien du centre-ville de Marseille. Son niveau préhistorique le plus bas a été attribué à des chasseurs-cueilleurs du Mésolithique. C'est la trace la plus ancienne de présence humaine sur le périmètre urbanisé de la ville de Marseille.

## Mésolithique
La première strate d'occupation du site est caractérisée par des dépressions, des fosses, des trous de poteaux et de piquets, ainsi que des alignements de galets et de cailloux. Ces restes ont été interprétés comme des traces de zones d'habitation ou d'activité de chasseurs-cueilleurs du VIIIe millénaire av. J.-C. (Mésolithique). Le matériel archéologique mis au jour est principalement composé de morceaux d'outils en silex, issu de gisements locaux, et de coquillages marins (essentiellement des patelles et des bigorneaux).

## Néolithique
On distingue deux strates datées du Néolithique :
- celle du Néolithique ancien comporte des sols aménagés, des cuvettes, des fosses, des trous de poteaux, des outils en silex, un grand nombre de coquillages (cardium et bigorneaux principalement) et de la céramique, dont certains tessons ont été décorés en pressant le bord d'une coquille de cardium sur l'argile humide, ce qui est une technique caractéristique de la culture de la céramique cardiale, qui commence en Provence vers 5600 av. J.-C.
- celle du Néolithique moyen se distingue par un sédiment caillouteux brun, et davantage de murex parmi les restes de coquillages, et une céramique plus variée : récipients carénés (arêtes fortement marquées), écuelles, gobelets, marmites à bord droit, jarres à paroi épaisse (caractéristiques de la fin du IVe millénaire av. J.-C.)[2].

Sur toutes les strates datées du Néolithique, on trouve des traces d'habitats occupés périodiquement. Comme on y a trouvé des morceaux de coquillages mais aucun autre reste alimentaire, les installations semblent n'avoir servi qu'à la consommation des coquillages et ont donc été interprétées comme saisonnières, fréquentées par des populations de l'arrière-pays venues s'approvisionner en ressources marines, ou par des populations locales spécialisées dans la collecte et la consommation des coquillages.

## Antiquité
Des plantations (tranchées de forme allongée de 1 à 2 m ou de forme plus ou moins ovale) ont été identifiées dans la strate correspondant à la période d'occupation grecque (Ve – IIe siècles av. J.-C.). Elles ont été interprétées comme une pépinière de vignes.